# Dolný Ohaj
Dolný Ohaj (Hongaars:Ohaj) is een Slowaakse gemeente in de regio Nitra, en maakt deel uit van het district Nové Zámky.
Dolný Ohaj telt 1639 inwoners.